# Castelforte
Castelforte település Olaszországban, Lazio régióban, Latina megyében. Lakosainak száma 4025 fő (2023. január 1.). Castelforte Coreno Ausonio, Rocca d’Evandro, Sant’Andrea del Garigliano, Santi Cosma e Damiano, Sessa Aurunca és Vallemaio községekkel határos.

## Népesség
A település lakossága az elmúlt években az alábbi módon változott:
| Lakosok száma | 4303 | 4221 | 4025 |
|               | 2017 | 2018 | 2023 |